# Дворічанське
Дворічанське — селище в Україні, у Дворічанській селищній громаді Куп'янського району Харківської області. Населення становить 351 осіб. До 2020 орган місцевого самоврядування — Кам'янська сільська рада.

## Географія
Селище Дворічанське знаходиться біля балки Попів Яр, за 2 км від села Лихолобівка (нежиле), в 6 км від села Кам'янка. Біля селища невеликий лісовий масив — урочище Баричок (дуб).

## Історія
1910 — дата заснування.
7 (20) листопада 1917 року, відповідно до.Третього Універсалу Української Центральної Ради, увійшло до складу Української Народної Республіки.
12 червня 2020 року, відповідно до Розпорядження Кабінету Міністрів України  № 725-р «Про визначення адміністративних центрів та затвердження територій територіальних громад Харківської області», увійшло до складу Дворічанської селищної громади.
19 липня 2020 року, в результаті адміністративно - територіальної реформи та ліквідації Дворічанського району, село увійшло до складу Куп'янського району Харківської області.
Селище було окуповане російськими військами 24 лютого 2022 року. З 20 жовтня селище звільнене від російських загарбників.

## Назви
Назва походить від назви району, в якому селище ,було розташоване.

## Економіка
- В селищі є молочно-товарна ферма.